# Una viuda descocada
Una viuda descocada es una película argentina cómica de 1980 escrita, producida y dirigida por Armando Bó y protagonizada por Isabel Sarli y José Marrone. Fue la última película que dirigió el actor y director Armando Bó, ya que falleció en 1981, al igual que la última película de Bó protagonizada por su pareja, actriz fetiche y musa, Isabel Sarli. Fue estrenada el 28 de agosto de 1980.
El título original del film iba a ser "Flor Tetis de Gambeta". Los temas musicales que aparecen durante el filme fueron compuestos por el mismo Bó, junto a "Una viuda descocada" de Julio Presas y "Ya no me importa", de Luis Alberto del Paraná y Los Paraguayos. En este film hace su debut como actor Paco Jamandreu, el modisto y gran amigo de Eva Duarte de Perón, que hace de sí mismo.
Al momento de su lanzamiento la película recibió críticas entre regulares y muy negativas, y como era de costumbre en los filmes de Armando Bó, fue censurada durante la última dictadura cívico-militar argentina (1976-1983) debido a su contenido erótico. Actualmente se considera Una viuda... como la mejor de las actuaciones de "la Coca" Sarli, donde demostró ampliamente su talento actoral más allá de sus desnudos habituales en las películas de Bó. A pocos días de ser estrenada le fue retirada la recuperación industrial, tras lo cual tanto Sarli como su marido anunciaron que no volverían a filmar en el país.

## Sinopsis
La atractiva, exuberante y hermosa Flor Tetis Soutien de Gambeta (Sarli), una ostentosa "mujer mata hombres", acaba de enviudar por octava vez. Toda su fortuna se fue esfumando poco a poco y ahora está a punto de quedar en la ruina. Pero de pronto la viuda ve aparecer de nuevo su buena suerte: un día conoce a un canillita (vendedor de periódicos) de buen corazón llamado Pepe Mangiabróccoli (Marrone), quien de buenas a primeras se hace millonario tras apostar y ganar al PRODE, y además se enamora de ella.

## Reparto

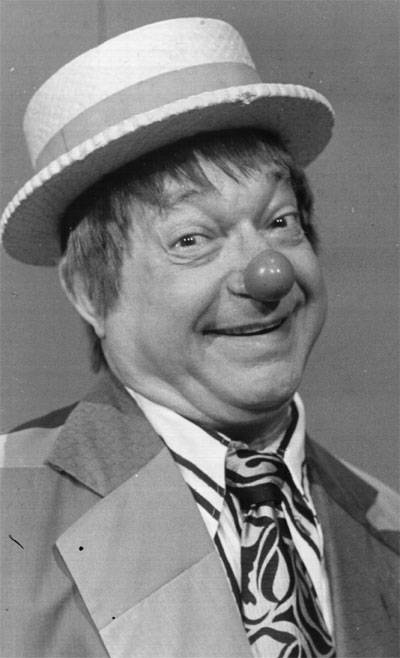
Pepe Marrone (aquí en una foto de archivo) coprotagoniza el film en el rol de Pepe Mangiabróccoli

- Isabel Sarli como Flor Tetis Soutién de Gambetta.
- Pepe Marrone como Pepe Mangiabróccoli.
- Jorge Barreiro como Carlos.
- Vicente Rubino como Vicente Rodríguez Luque.
- Pepita Muñoz como Doña Flora de Tetis.
- Elena Lucena como  La primera chismosa.
- Adelco Lanza como Manolo.
- Juan Carlos Prevende como Lechuguita.
- Enrique M. Belluscio como el Canrnicero.
- Héctor Livolsi como el Chofer.
- Jorge Salazar como el Funebrero.
- Mario Savino como el Rematador.
- Semillita como el Diarero.
- Paco Jamandreu como Él mismo.
- José María Muñoz como el Relator del partido.
- María Isabel Nanotti como la Segunda Chismosa.
- Cristina Arizaga como Una clienta.
- Yaco Domínguez como el Primer acreedor.
- Luis Luisi como el Segundo acreedor.
- Amelia Sanguinetti como la Tercera chismosa.
- Apolo Sarli como el Perro dálmata.
- Sultán Sarli como el Perro de policía.
- Charo Muñoz como el Perrito pequinés.